# Гаррієт Манн-Міллер
Гаррієт Манн-Міллер, уроджена Гаррієт Манн (англ. Harriet Mann Miller; 25 червня 1831, Оберн — 25 грудня 1918, Лос-Анджелес) — американська дитяча письменниця і орнітологиня. Писала під псевдонімом Олів Торн.

## Життєпис і творчість
Гаррієт Манн народилася 25 червня 1831 року в Оберні. Її дитинство пройшло в різних містах, оскільки батько дівчинки багато подорожував. З цієї причини систематичної освіти вона не здобула, хоча відвідувала приватну школу для дівчаток. 1854 року Гаррієт вийшла заміж за Вотса Міллера, підприємця з Чикаго. Їй доводилося багато займатися домашнім господарством і виховувати чотирьох дітей, проте вільний час вона присвячувала літературі, якою захоплювалася з дитячих років. Перше її оповідання опубліковано 1870 року, після чого з'явились сотні статей і оповідань для дітей. Переважно це були сентиментальні історії про нещасних дітей в дусі Чарльза Діккенса, підписані ім'ям Олів Торн. Під своїм справжнім ім'ям — Гаррієт Міллер — письменниця видавала живі і яскраві оповідання про природу.

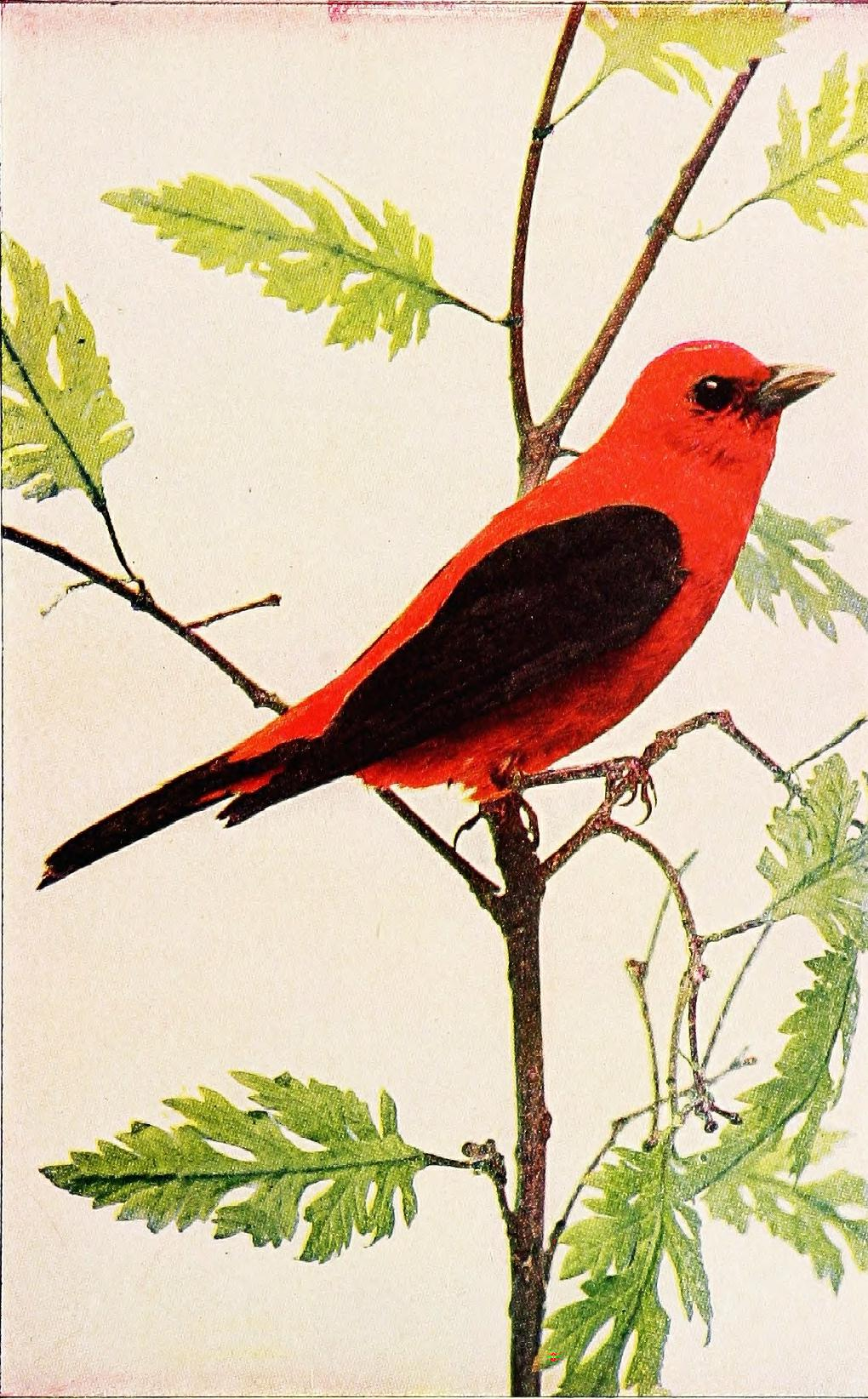
Ілюстрація з «Дитячої книги птахів» (1801)

У п'ятдесятирічному віці Гаррієт Міллер захопилася орнітологією, зокрема під впливом Сари Габбард (Sara A. Hubbard), яка очолювала на той час Одюбонівське товариство Іллінойсу. Міллер розпочала кампанію проти вбивства птахів заради пір'я для жіночих капелюшків, а також написала одинадцять книг про птахів, як для дорослих читачів, так і для юнацтва. Її перша книга на цю тему, «Поведінка птахів» (Bird-Ways, 1885), мала значну популярність. Дві книги — «A Bird-Lover in the West» (1894) «With the Birds in Maine» (1904) присвячено спостереженням за птахами в популярних місцях відпочинку. Однодумицею Гаррієт була її молодша колега й подруга Флоренція Бейлі, з якою вони разом подорожували. Однак Гаррієт Міллер, на відміну від Бейлі, не мала публікацій наукового характеру, надаючи перевагу написанню текстів, доступних найширшій публіці.
Гаррієт Манн-Міллер померла 25 грудня 1918 року в Лос-Анджелесі.